# Adélovití
Adélovití (Adelidae) jsou čeleď primitivních můr v řádu Lepidoptera. Většina Adélovitých je aktivních ve dne, kdy poletují třepotavým letem kolem vrcholků větví a jsou nápadní metalickým vzorem svých křídel. Tito drobní motýli mají rozpětí křídel 4-28 mm a samci mají často tykadla až třikrát delší než jejich přední křídla. Jsou celosvětově velmi rozšířeni zvláště v severní Americe, Evropě a Asii, od dubna do června. V Evropě se vyskytuje kolem padesáti druhů z nichž je nejrozšířenější Adela reaumurella, která někdy dosahuje masového rozšíření, které je ovlivněno klimatickými změnami. (Kuchlein and Ellis, 2004).
Adelidae jsou obvykle úzce vázáni na určitou hostitelskou rostlinu, do kterých samičky kladou svá vajíčka nebo je kladou do spadaného listí či hrabanky a housenky si pak pod ní vytvářejí komůrky, ve kterých dokončují svůj vývoj.